# Адміній
Адміній (Adminius, Amminius або Amminus, з кельт. — «бути коронованим») — король кантіїв (30—40).
Був старшим сином Кунобеліна, який призначив Адмінія королем Кантія в 30 році. Написи на монетах того часу свідчать про те, що, ймовірно, адміністративним центром у Адмінія був Дуровернум. Згідно зі Светонієм в 39 чи 40 роках Кунобелін позбавив влади Адмінія і за тиску своїх братів Тогодумна і Каратака втік і здався римлянам, на честь чого Калігула представив Сенату цю подію як велику перемогу Риму над племенами Британії. Втечу Адмінія також пов'язують із повстанням кантіїв проти нього.
Саме Адмінію приписують вмовляння Калігули здійснити вторгнення до Британії через її вразливість, але Калігула з військом дійшов лише до північного узбережжя Франції і наказав солдатам збирати мушлі як трофеї.
В будь-якому випадку саме відмові Риму видати Адмінія його батьку Кунобеліну «завдячують» погіршенням стосунків Британії та Римської імперії вже за Клавдія, через що в 43 році почалося вторгнення до Британії римських військ.
Існує твердження про те, що Саллюстій Лукулл правитель римської Британії кінця І ст. був сином Адмінія через напис знайдений в Чічестері «Lucullus, son of Amminus».